# Карл Воуз
Карл Річард Воуз (англ. Carl Richard Woese, 15 липня 1928, Сірак'юс, Нью-Йорк — 30 грудня 2012, Урбана, Іллінойс, США) — американський мікробіолог, знаменитий визначенням архей (нового домену живих організмів) у 1977 році за допомогою філогенетичного аналізу 16S рРНК (РНК 16S-частинки рибосоми), методу, який запропонував Воуз та який зараз став стандартною практикою. Він був також автором гіпотези світу РНК у 1967 році, хоча не під цією назвою. До своєї смерті, Карл Воуз був професором мікробіології в Університеті Іллінойсу в Урбані-Шампейн.

## Наукова діяльність
Визначивши архей як новий домен, Воуз значно переробив таксономічне дерево живих організмів. Його система, заснована на генетичних взаєминах замість очевидної морфологічної схожості, ділила організми на 23 головні підгрупи в межах трьох доменів: Бактерії, Археї і Еукаріоти. Археї — цілком незалежна гілка, вони не належать ні до бактерій, ні до еукаріотів.
Дерево життя, збудоване Воузом, показує значну різноманітність світу мікроорганізмів, які складають переважну частину біосфери за генетичними, метаболічними і екологічними ознаками. Оскільки мікроорганізми відповідають за багато біогеохімічних циклів та необхідні для існування біосфери, зусилля Воуза прояснити еволюцію і різноманітність значно допомогли екологам і захисникам природних ресурсів.
Прийняття Класифікації Воуза було досить повільним та болючим процесом. Знамениті вчені, зокрема Сальвадор Лурія та Ернст Майр, протестували проти такого поділу прокаріотів. Не вся критика була обмежена науковим рівнем. Не без причини науковий журнал «Science» назвав Воуза «вкритим рубцями революціонером мікробіології». Але підтримка його даних швидко зростала, що привело до прийняття класифікації Воуза з виділенням архей до окремого домену у середині 1980-х років. Невелика кількість учених все ще дотримуються старомодних концепцій еволюційного походження, але здається, що дані Воуза мають надійну експериментальну підтримку.

Філогенетичне дерево, засноване на аналізі генів рРНК

Воуз також припускав можливість ери, коли горизонтальний перенос генів між організмами був вагомим. Види сформувалися, коли організми перестали розглядати гени від інших організмів з рівним вісом до своїх власних генів. Горизонтальний перенос протягом цього періоду відповідав за швидку ранню еволюцію складних біологічних структур.
Робота Воуза також істотна для пошуку життя на інших планетах. До Воуза вважалося, що археї — організми, які еволюціонували в екстремальних умовах від організмів, які більш нам знайомі. Зараз вважається, що вони стародавні, і мають чіткі еволюційні стосунки з першими організмами, що жили на Землі. Організми, подібні до архей, що існують в екстремальних оточеннях, могли знайти можливість розвитку на інших планетах, деякі з яких близькі до екстремальних земних умов.
Воуз отримав стипендію МакАртура у 1984 році, став членом Академії наук США у 1988, отримав медаль Левенгука (найвища нагорода для мікробіологів) у 1992 та Національну медаль науки в 2000. У 2003 він отримав Приз Крафорда від Шведської Королівської Академії Наук, а у 2006 став іноземним членом Лондонського королівського товариства.